# Farbenklavier
Das Farbenklavier ist ein Tasteninstrument. Als Vorläufer wird häufig das Augenklavier genannt. Auch der Begriff Farblichtflügel ist gebräuchlich. Durch das Niederdrücken der Tasten werden optische Eindrücke, beispielsweise Lichtprojektionen, erzeugt. Zudem können die akustischen Klänge des Klaviers erklingen. Dadurch wurde im 18. Jahrhundert die traditionelle Farbe-Ton-Diskussion neu belebt. 1912 versuchte auch der russische Maler und Grafiker Wassily Kandinsky mit seiner Bühnenkomposition Der Gelbe Klang Musik mit Farbe zu verbinden. 2015 ist das Internationale Jahr des Lichts. Aus diesem Anlass ist in Berlin ein Farblichtflügel vorgestellt worden.

## Louis-Bertrand Castel
Der französische Mathematiker und Jesuit Louis-Bertrand Castel entwickelte 1725 die ersten Entwürfe für ein Farbenklavier. Durch das Niederdrücken einer Taste erschien eine der Taste zugeordnete Farbe. Den zwölf chromatischen Tönen einer Oktave wurden zwölf verschiedene Farben zugeordnet. Entsprechend der Tonhöhe wurde die Farbhelligkeit angepasst. Je höher die Töne, desto heller waren die Farben.

## Alexander Skrjabin

Skrjabins Klaviatur mit Ton-Farbe-Zuordnung

Der russische Komponist Alexander Nikolajewitsch Skrjabin (1872–1915) schuf als Synästhetiker die vermutlich erste „Lightshow“ der Welt: Er schuf mit seinem Prometheus (op. 60) in den Jahren 1910/11 erstmals ein Orchesterwerk mit einem Part für ein Farbenklavier. Das Werk für Chor, Orchester und Farbklavier wurde 1915 in New York uraufgeführt. Dabei benutzte man ein de facto stummes clavier à lumière.

## Weitere Entwicklungen
Unter anderem der Russe Wladimir Dawidowitsch Baranow-Rossiné (1917), Ludwig Hirschfeld-Mack und Kurt Schwerdtfeger (Bauhaus) mit den Reflektorischen Farbenlichtspielen (1922), der ungarische Pianist und Komponist Alexander László (1925) und der dadaistische Dichter Raoul Hausmann (1927) entwickelten in den folgenden Jahren das Farbenklavier weiter. Um 1960 wurden die ersten elektronischen Lichtorgeln entwickelt und schließlich stellen heutige Keyboards zusammen mit der Lasertechnik oder Projektionslampen Nachfolger des ursprünglichen Farbenklaviers dar.

## Idee
Die unterschiedlichen Entwicklungen der Farblichtmusik, wozu auch das Farbenklavier zählt, verbindet dieselbe Idee: durch die Verbindung aller Künste ein gesamtheitliches Kunstwerk zu schaffen. Ob Caspar David Friedrich, Arnold Schönberg, György Ligeti, Olivier Messiaen oder Wassily Kandinsky, auch diese Künstler begeisterte die Idee von der Vereinigung aller Künste und auch sie versuchten, diese zu verwirklichen. Beispielsweise beschreibt Arnold Schönberg in seinem Werk Die glückliche Hand genau, in welchen Farben die Bühne beleuchtet werden soll und gibt in der Partitur exakt an, wann und wie sich die Farben ändern sollen.